# Sha Sha
Sha Sha è il primo album in studio del cantautore e polistrumentista statunitense Ben Kweller, pubblicato nel 2000 e, in una versione rinnovata, nel 2002.

## Il disco
La prima versione del disco (2000) è composta da outtakes tratti dalle sessioni dell'album Discount Fireworks dei Radish, gruppo di cui faceva parte Kweller. Nel 2002 la ATO Records ha pubblicato una seconda versione dell'album con una nuova lista di tracce.

## Tracce

### Versione 1 (2000)
1. Launch Ramp
2. Next Time
3. Drink Me Away
4. How It Should Be (Sha Sha)
5. Wasted and Ready
6. In Other Words
7. What It's Like to Live in Commerce (AKA: Commerce, TX)
8. Silent Scene
9. Girl in Between
10. 4.40 (Episode 2)

### Versione 2 (2002)
1. How It Should Be (Sha Sha) – 1:49
2. Wasted & Ready – 3:51
3. Family Tree – 4:20
4. Commerce, TX – 3:52
5. In Other Words – 5:36
6. Walk on Me – 3:55
7. Make It Up – 4:50
8. No Reason – 3:51
9. Lizzy – 4:06
10. Harriet's Got a Song – 4:50
11. Falling – 4:04